# Ketchup (radioprogram)
Ketchup var ett musikfokuserat radioprogram i Sveriges Radio P3, som vände sig till personer under 15 år. Det började sändas våren 1997, med Emma Hamberg som programledare, och fanns i P3:s tablå fram till 2003 då programmet lades ner. P3 Star söndag kan anses vara en efterföljare. Ketchup sändes på vardagar och på helgerna Ketchup Fanclub (senare P3 Star lördag) och Ketchup Sport. Den numera kända komikern Nisse Hallberg var flygande reporter åren 1997–1999. 

## Programledare
- Emma Hamberg (1997–1998)
- Sara Fahlander (1998–1999)
- Thella Johnson (1999–2000)
- Kajsa Antonell (2000–2001)
- Åsa Avdic (2001)
- Agnes-Lo Åkerlind (2001–2002)
- Nasim Aghili (2003)